# Sokotrasångare
Sokotrasångare (Incana incanus) är en fågel inom familjen cistikolor som placeras i det monotypiska, egna släktet Incana.

## Utseende och läte
Sokotrasångaren är en färglös liten tätting. Ovansidan är gråbrun och undersidan ljusbrun, ibland med mer bjärt rostbrunt på hjässan. I sitt utbredningsområde kan den endast förväxlas med sokotracistikolan, men är mörkare och mer anspråkslöst färgad utan streck på vare sig hjässa eller rygg. Bland lätena hörs hårda ”tek” och snabba, ljusa drillar med mycket torra toner.

## Utbredning och systematik
Arten är endemisk för den jemenitiska ögruppen Sokotra vid Afrikas horn utanför östra Somalias kust. Den behandlas som monotypisk, det vill säga att den inte delas in i några underarter.

### Familjetillhörighet
Cistikolorna behandlades tidigare som en del av den stora familjen sångare (Sylviidae). Genetiska studier har dock visat att sångarna inte är varandras närmaste släktingar. Istället är de en del av en klad som även omfattar timalior, lärkor, bulbyler, stjärtmesar och svalor. Idag delas därför Sylviidae upp i ett antal familjer, däribland Cisticolidae.

## Levnadssätt
Sokotrasångaren hittas i de flesta miljöer med träd och buskar, alltifrån gräsmarker med inslag av buskage till rätt lummiga skogsmarker. Den ses ofta springa på marken, ibland med stjärten rest.

## Status
Sokotrasångaren hotas av habitatförstöring men kategoriseras som livskraftig (LC) av Internationella naturvårdsunionen.